# Teksasy

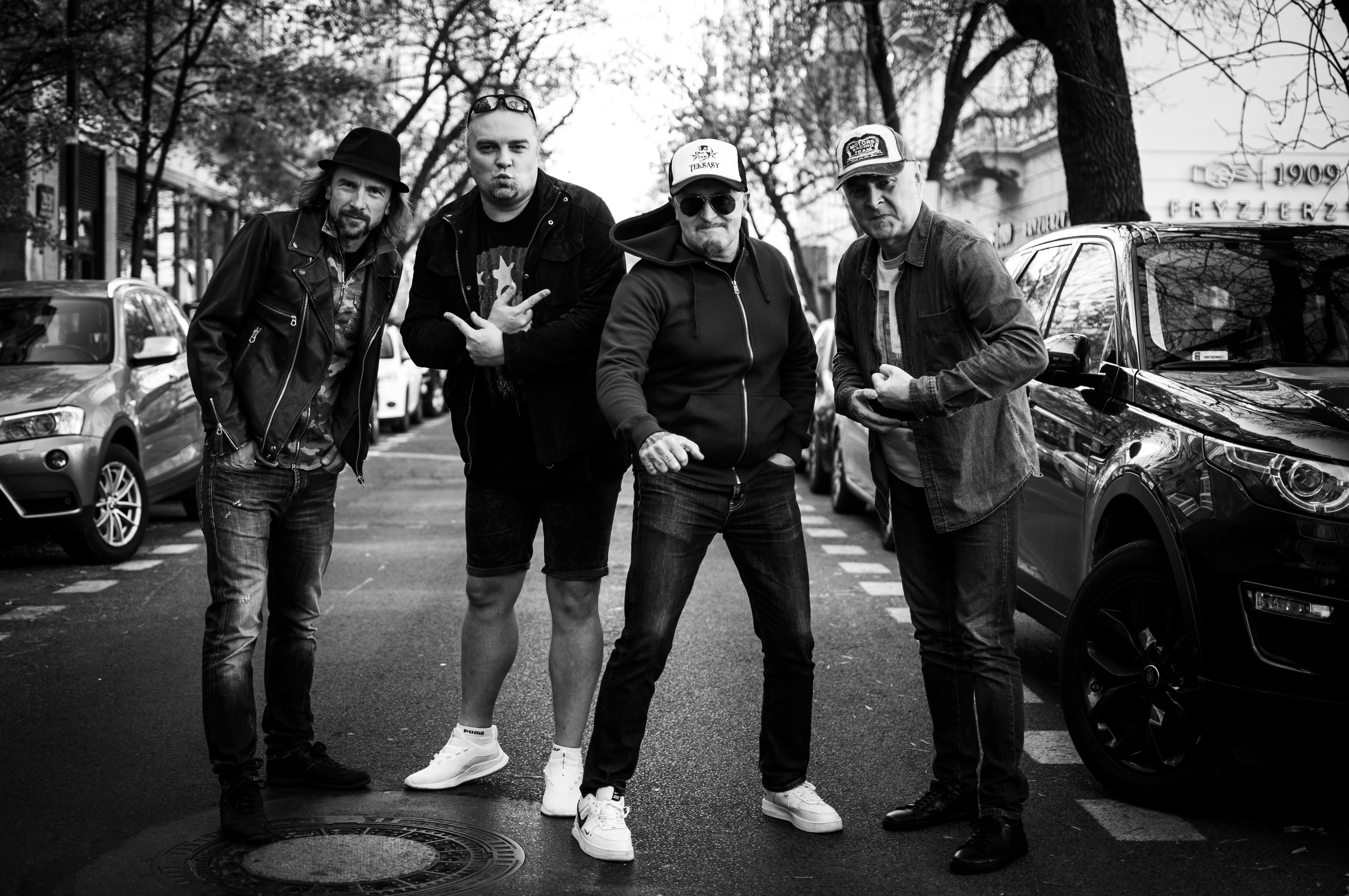
Teksasy i Wojtek Cugowski, Warszawa 2019

Teksasy – polski zespół muzyczny, wykonujący muzykę bluesową, pochodzący z Lublina. Powstał w lubelskim Klubie Graffiti pod koniec lat 90. XX w. Twórczość formacji przenikają elementy bluesa, rocka, country czy texas shuffle.

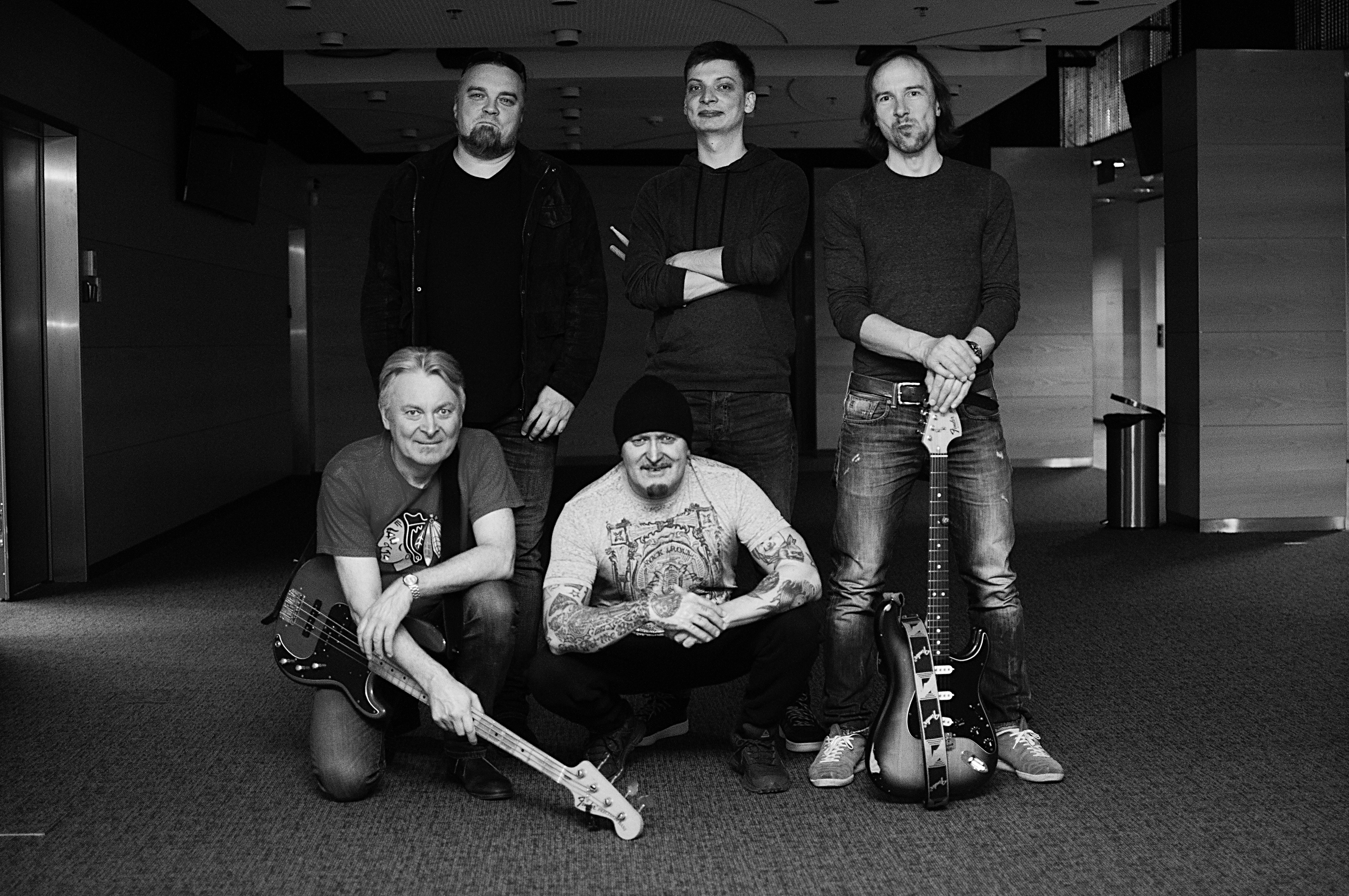
Teksasy i Wojtek Cugowski, 2019

## Historia
Zespół powstał w listopadzie 1998 roku w Lublinie za sprawą środowych blues jam sessions w klubie Graffiti. Czterech muzyków zjednoczyła fascynacja teksańską odmianą bluesa (texas shuffle). Po kilku miesiącach prób i występach w lokalnych klubach zespół zadebiutował na festiwalu Kraśnik Blues Meeting 99. Wiosną 2001 roku zespół zarejestrował swój pierwszy autorski materiał (10 utworów), a w czasie pobytu na festiwalu bluesowym w Osnabrück w Niemczech w lutym 2002 roku, został zarejestrowany i wydany przez organizatorów materiał koncertowy w postaci CD z 18 utworami. Teksasy grały z różnymi gośćmi, takimi jak Piotr Cugowski, Gerard Lebik czy Wojciech Cugowski. W 2017 roku po 4-letniej przerwie zespół wznowił działalność, a niespełna 2 lata później powrócił do grania z Wojtkiem Cugowskim. Istnieją pod nazwą Teksasy i Wojtek Cugowski. Zespół wykonuje własne kompozycje z polskimi tekstami oraz utwory z repertuaru np. The Fabulous Thunderbirds, The Crawl, ZZ Top, Jimmie Vaughan, Arc Angels, Sugar Ray Norcia i innych.

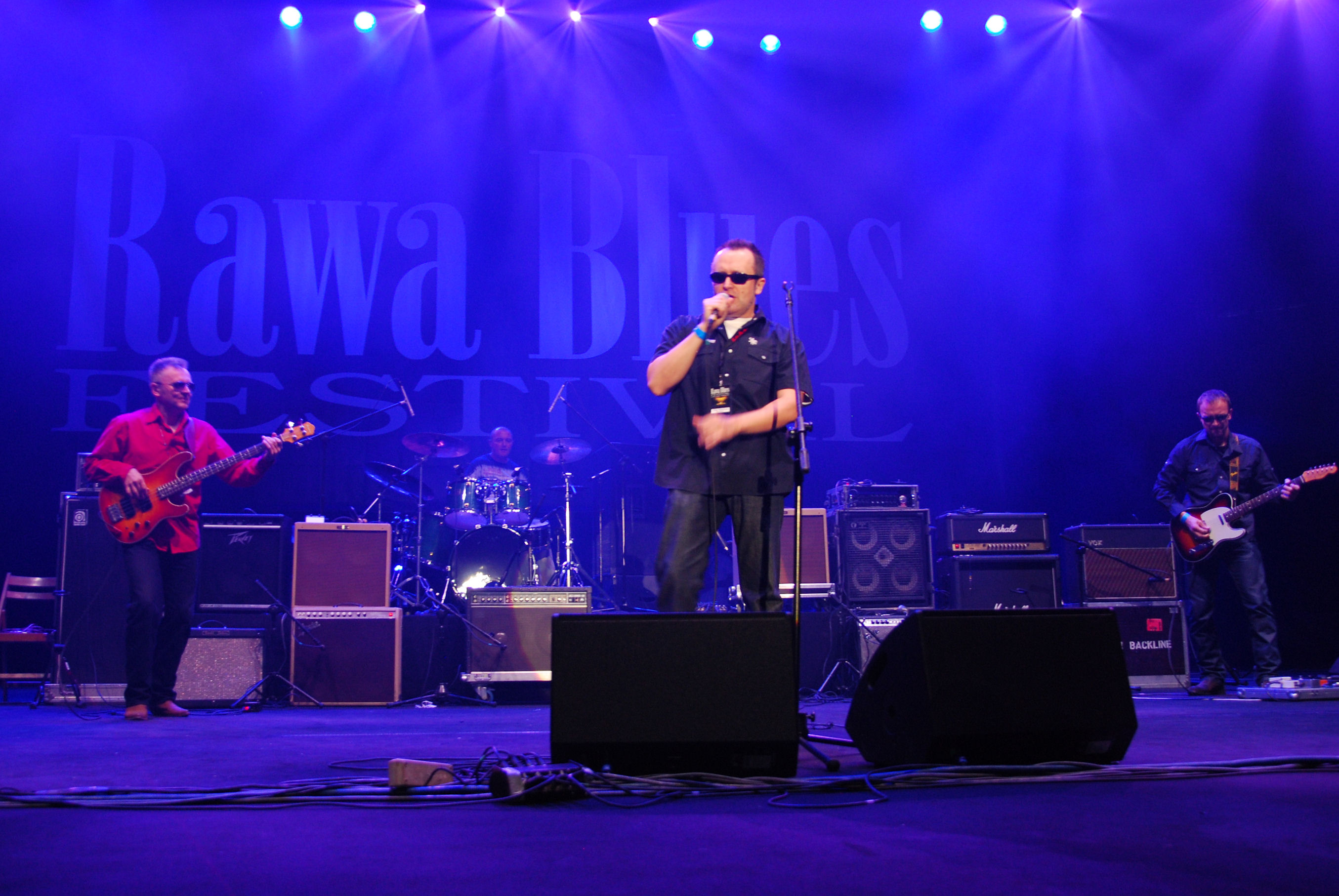
Teksasy, Rawa Blues Festival 2008 r.

## Skład
Muzycy poznali się w latach 90. w klubie Graffiti w Lublinie, przychodząc regularnie na jam session. Łączyła ich pasja do muzyki bluesowej. Ostatecznie w 1998 roku uformowała się grupa, z wymyśloną przez wokalistę nazwą Teksasy. W jej skład wchodzili: Jerzy „Szela” Stankiewicz – wokal i harmonijka, Andrzej Suchorab – gitara, Marek Staszyc – perkusja, Artur Zygan – gitara basowa. Rok później w zespole nastąpiła zmiana basisty, na miejsce Artura Zygana wszedł Krzysztof Nowak. W tym samym roku zmienił się również perkusista. Na miejsce Marka Staszyca wszedł Tomasz Deutryk. Zespół kilka razy zmieniał perkusistę. Obecnie jest nim Paweł Nowak. Od 2019 roku Teksasy na stałe występują z Wojtkiem Cugowskim. 
W 2022 roku zmarł wokalista zespołu Jerzy Szela Stankiewicz.

## Albumy
Zespół wydał 2 studyjne albumy. W 2008 roku „Boogie Całą Noc”, a w 2012 roku 'Zielony Dymek”.